# ミールダルスヨークトル氷河
ミールダルスヨークトル(氷語: Mýrdalsjökull,発音: [ˈmirtalsˌjœːkʏtl],  listen)とは、アイスランド南部にある氷河。アイスランド語で、ミールとはムーアあるいは湿地を、ダルスとは谷を、ヨークトルとは氷河を意味する。無理に日本語に訳すと「湿地の谷の氷河」といった意味になる。

## 地理
現地はヴィークの北、ミールダルスヨークトルよりも小さなエイヤフィヤトラヨークトルの東に位置する。
標高は1,493 m (4,898 ft)に達し、1980年代には595 km2 (230 sq mi)の面積を覆っていた。
氷河の頂上は氷帽を成し、カトラ火山の山頂を覆っている。カルデラの径は10 km (6.2 mi)であり、およそ40年から80年ごとに噴火する。
直近の噴火は1918年におこり、火山学者は注意深くモニタリングしている。930年から18回もの噴火が記録された。
エルトギャゥとして知られる噴火割れ目は距離が30 km (19 mi)あり、936年に噴火した。この谷はカトラ火山と同一の火山システムに属しており、世界で一番活発な火山と看做され得る。
周アイスランド国道1号が完成する以前、アイスランドの人々は火山の真正面の高原にあって普段は細い川を、噴火に伴い頻繁に起こる鉄砲水で発生する急な増水に注意しつつ渡河したものだった。
注記すべき災害は、1918年噴火の後に起こった氷河湖決壊洪水である。このラハール性の土石流で押し流されてきた砂礫で、海岸線は5 km (3.1 mi)広がった。

## ギャラリー

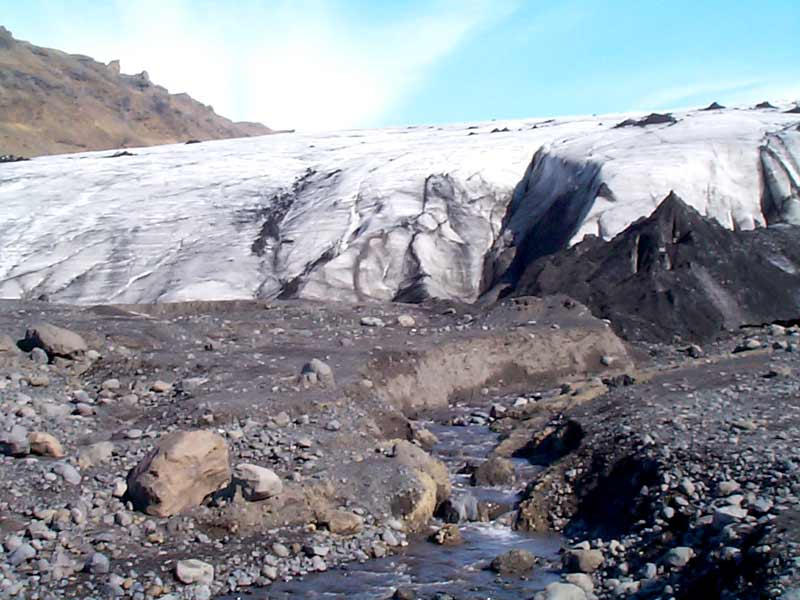
ミールダルスヨークトル
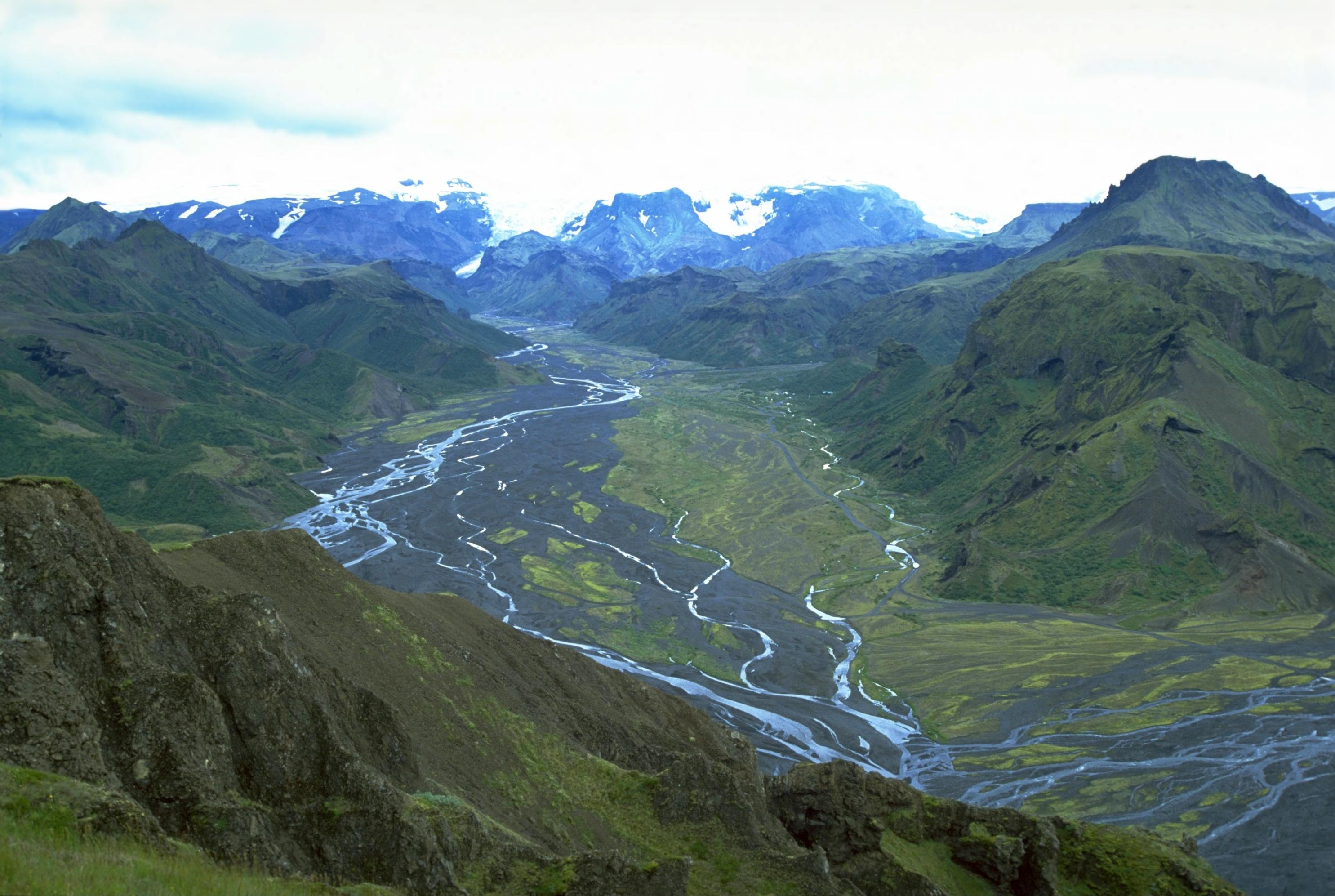
ソゥルスメルク（英語版）の盆地とミールダルスヨークトル